# Bunuri mobile din domeniul arheologie clasate în patrimoniul cultural național al României aflate în județul Călărași
Acestă listă conține bunurile mobile din domeniul arheologie clasate în Patrimoniul cultural național al României aflate la momentul clasării în județul Călărași.

## Fond
| Foto | Informații generale       | Detalii tehnice | Descriere | Deținător                               | Legături |
| ---- | ------------------------- | --- | --- | --------------------------------------- | -------- |
|      | Opaiț cu cioc de scurgere | Datare: sec. XI Școală: Local Descoperit: jud. Constanța, com. OSTROV, OSTROV, Păcuiul lui Soare Material: lut; ardere | Opaiț cu corp scund, fundul plat și cioc de scurgere. Este confecționat din pastă fină prin ardere incompletă, rezultatul fiind o ceramică cenușie, pe care sunt vizibile urme de ardere secundară. Pe fund, pe pereți și pe marginea buzei este decorat cu benzi de linii paralele incizate în val. | Muzeul Dunării de Jos, Călărași         | Cimec    |
|      | Vas                       | Datare: sec. XI Școală: Local Descoperit: jud. Constanța, com. OSTROV, OSTROV, Păcuiul lui Soare Material: lut; smalț; ardere | Tub de scurgere în formă de protomă de animal, reprezintă un cap de cerb. Decorul este format din mai multe impresiuni și cercuri incizate iar ochii sunt marcați cu două pietricele încrustate. Pe creștet se păstrează baza coarnelor. Fragmentul a făcut parte dintr-un urcior smălțuit verde-oliv. | Muzeul Dunării de Jos, Călărași         | Cimec    |
|      | Sarcofag                  | Datare: 1/2 sec. III p.Chr. Descoperit: jud. Constanța, OSTROV Material: calcar; tăiere; cioplire | Sarcofag lucrat în calcar, de culoare alb-lăptoasă. Este format din cutie și capac. Cutia are formă paralelipipedică, fără soclu, iar pereții sunt neprofilați. Atât cutia cât și capacul poartă urme de scoabe de prindere în mici lăcașuri. Capacul este construit sub formă de acoperiș cu versanți. La extremități capacul este prevăzut cu patru acrotere de forma unui sfert de sferă. Frontoanele sunt triunghiulare și sunt limitate de o bordură reliefată. În centrul fiecărui fronton figurează: o meduză, doi șerpi, o panglică. Acroterele L A – 2 Erotes, sub forma unor copii nuzi, cu aripi și un porumbel. | Muzeul Dunării de Jos, Călărași         | Cimec    |
|      | Topor                     | Datare: A doua jumătate amileniului V a.Chr Descoperit: jud. Călărași, com. Oltenița, Oltenița, „Măgura Gumelnița” Material: topor din silex de culoare gălbuie, de formă trapezoidală, dreptunghiular în secțiune, tăișul convex, cu urme de lustru. Muchea știrbită prin folosire. Pe avers are negative de desprinderi de lame. Lucrat prin cioplire | Topor din silex de culoare gălbuie, de formă trapezoidală, dreptunghiular în secțiune, tăișul convex, cu urme de lusru. Muchea știrbită prin folosire. Pe avers are negative de desprinderi de lame. Lucrat prin cioplire. | Muzeul Civilizației Gumelnița, Oltenița | Cimec    |
|      | Teslă                     | Datare: A doua jumătae a mileniului V a.Chr. Descoperit: jud. Călărași, com. Căscioarele, Căscioarele, „Ostrovel” Material: dăltiță din piatră șlefuită | Teslă din piatră, de culoare gălbuie, dreptunghiulară în secțiune transversală, cu muchea rotunjită, tăiș oblic. | Muzeul Civilizației Gumelnița, Oltenița | Cimec    |
|      | Percutor                  | Datare: A doua jumătae a mileniului V a.Chr. Descoperit: jud. Călărași, com. Oltenița, Oltenița, „Măgura Gumelnița” Material: Percutor din silex de culoare gălbuie prelucrat prin cioplire având urme de desprinderi de lame pe întreaga suprafață | Percutor din silex de culoare gălbuie prelucrat prin cioplire având urme de desprinderi de lame pe întreaga suprafață. | Muzeul Civilizației Gumelnița, Oltenița | Cimec    |
|      | Ancoră                    | Datare: A doua jumătae a mileniului V a.Chr. Descoperit: jud. Călărași, com. Oltenița, Oltenița, „Măgura Gumelnița” Material: Ancoră din piatră lucrată prin tăiere, șlefuire și perforare | Ancoră din rocă dură de culoare albă, lucrată prin cioplire și șlefuire, ovală în secțiune transversală, cu orificiu de prindere. | Muzeul Civilizației Gumelnița, Oltenița | Cimec    |
|      | Ancoră                    | Descoperit: jud. Călărași, com. Oltenița, Oltenița, Gumelnița Material: Ancoră modelată cu mâna din pastă grosieră, arsă la cărămiziu, poroasă | Ancoră de lut, de culoare cărămizie, pastă grosieră, formă trapezoidală, cu baza dreaptă prevăzută cu orificiu de prindere transversal. | Muzeul Civilizației Gumelnița, Oltenița | Cimec    |
|      | Cute                      | Datare: A doua jumătae a mileniului V a.Chr. Descoperit: jud. Călărași, com. Oltenița, Oltenița, „Măgura Gumelnița” Material: gresie poroasă | Cute din gresie moale, formă neregulată, cu 7 urme de ascuțire pe avers și 7 pe revers. | Muzeul Civilizației Gumelnița, Oltenița | Cimec    |
|      | Baton                     | Datare: A doua jumătae a mileniului V a.Chr. Descoperit: jud. Călărași, com. Oltenița, Oltenița, „Măgura Gumelnița” Material: Bloc masiv de silex de culoare maronie, de formă paralelipipedică | Bloc masiv de silex de culoare maronie, de formă paralelipipedică. | Muzeul Civilizației Gumelnița, Oltenița | Cimec    |
|      | Topor                     | Datare: A doua jumătae a mileniului V a.Chr. Descoperit: jud. Călărași, com. Oltenița, Oltenița, „Măgura Gumelnița” Material: Silex gălbui - maroniu, lucrat prin cioplire | Topor din silex, culoare gălbui-maronie, de formă trapezoidală, cu tăișul arcuit, retușat din ambele planuri, dreptunghiular în secțiune transversală. Lucrat prin cioplire. | Muzeul Civilizației Gumelnița, Oltenița | Cimec    |
|      | Herminetă                 | Datare: A doua jumătae a mileniului V a.Chr. Descoperit: jud. Călărași, com. Oltenița, Oltenița, Gumelnița Material: Herminetă din rocă de culoare cenușiu închis, lucrată prin cioplire și șlefuire. | | Muzeul Civilizației Gumelnița, Oltenița | Cimec    |
|      | Bulgăre de ocru roșu      | Datare: A doua jumătae a mileniului V a.Chr. Descoperit: jud. Călărași, com. Oltenița, Oltenița, „Măgura Gumelnița” Material: bulgăre de ocru roșu, fragment | Bulgăre de ocru de formă triunghiulară, fragment. | Muzeul Civilizației Gumelnița, Oltenița | Cimec    |
|      | Afumătoare                | Datare: Mileniul V a.Chr. Descoperit: jud. Călărași, com. Ciocănești, Ciocănești, Grădiștea Ulmilor - Boian Material: lut, ardere; modelare cu mâna | Afumătoare de formă tronconică, perforată pe toată suprafața; pastă grosieră, culoare cenușie-cărămizie. | Muzeul Dunării de Jos, Călărași         | Cimec    |
|      | Vas bitronconic           | Datare: Mileniul IV a.Chr. Descoperit: jud. Călărași, com. Ciocănești, Ciocănești Material: lut, ardere; modelare cu mâna | Vas de formă bitronconică, prezintă 4 apucători semicirculare perforate, dispuse câte două, diametral opuse, una deasupra celeilalte, pe verticală, decorat cu caneluri verticale și barbotină, culoare cărămizie. Restaurat, întregit, integrat cromatic. | Muzeul Dunării de Jos, Călărași         | Cimec    |
|      | Lamă cu retușe            | Datare: Mileniul V a.Chr. Descoperit: jud. Călărași, com. Dorobanțu, Vărăști, Grădiștea Ulmilor - Boian Material: silex; cioplire | Lamă din silex, secțiune trapezoidală, retușată pe ambele părți active; culoare crem-maronie. | Muzeul Dunării de Jos, Călărași         | Cimec    |
|      | Vârf de săgeată           | Descoperit: jud. Călărași, com. Dorobanțu, Vărăști, Grădiștea Ulmilor - Boian Material: silex; cioplire, retușare | Vârf de săgeată din silex, formă triunghiulară, retuș în solzi; culoare albă-cenușie. | Muzeul Dunării de Jos, Călărași         | Cimec    |
|      | Figurină                  | Datare: Mileniul IV a.Chr. Descoperit: jud. Călărași, com. Belciugatele, Măriuța, La Movilă Material: lut; ardere, modelare cu mâna | Figurină feminină tipul cu brațele în cruce, capul rupt din vechime, lipsă brațul drept, prezintă o încercare de perforație a brațului stâng, sânii reliefați, corp cilindric, baza ușor lățită, picioare figurate. | Muzeul Dunării de Jos, Călărași         | Cimec    |
|      | Dăltiță                   | Datare: Mileniul IV a.Chr. Descoperit: jud. Călărași, com. Grădiștea, Rasa, Malul de est al lacului Gălățui Material: piatră; șlefuire | Dăltiță din piatră șlefuită, formă trapezoidală, cu partea activă lățită și ascuțită; culoare neagră. | Muzeul Dunării de Jos, Călărași         | Cimec    |
|      | Vas cu decor excizat      | Datare: Mileniul V a.Chr. Descoperit: jud. Călărași, com. Alexandru Odobescu, Gălățui, Movila Berzei Material: lut; ardere, modelare cu mâna, decor excizat umplut cu materie albă | Vas cu corp aproximativ cilindric, decor geometric excizat umplut cu pastă de culoare albă; fragmentar, lipsă baza. | Muzeul Dunării de Jos, Călărași         | Cimec    |
|      | Figurină                  | Datare: Mileniul IV a.Chr. Descoperit: jud. Călărași, com. Belciugatele, Măriuța, La Movilă Material: lut; ardere, modelare cu mâna | Cap de figurină antropomorfă, acvilin, nasul conic evidențiat, gura figurată prin trei orificii rotunde, ochii figurați prin incizii orizontale, pe gât are un ornament din linii subțiri incizate. | Muzeul Dunării de Jos, Călărași         | Cimec    |
|      | Dăltiță                   | Datare: Mileniul IV a.Chr. Descoperit: jud. Călărași, com. Belciugatele, Măriuța, La Movilă Material: os de animal; cioplire, șlefuire | Dăltiță din os, șlefuită pe toate laturile, lățită și ascuțită la partea activă. | Muzeul Dunării de Jos, Călărași         | Cimec    |
|      | Împungător                | Datare: Mileniul IV a.Chr. Descoperit: jud. Călărași, com. Grădiștea, Cunești, Măgura Cunești Material: os de animal; ascuțire, șlefuire | Împungător din os de animal, jumătatea activă cu secțiune aproximativ rotundă, vârful conic, ascuțit, șlefuit. | Muzeul Dunării de Jos, Călărași         | Cimec    |
|      | Bol                       | Datare: Mileniul IV a.Chr. Descoperit: jud. Călărași, com. Belciugatele, Măriuța, Malul Mostiștei Material: lut; ardere; modelare cu mâna | Bol de formă bitronconică; buza ușor evazată, linia mediană (umărul) reliefată și decorată cu patru grupe de câte trei alveole; partea inferioară decorată cu spirale meandrice incizate. | Muzeul Dunării de Jos, Călărași         | Cimec    |
|      | Pintaderă                 | Datare: Mil. IV a.Chr. Descoperit: jud. Călărași, com. Dorobanțu, Vărăști, Grădiștea Ulmilor Material: lut; prelucrat cu mâna; ars | Pintaderă rotundă, partea activă sub forma unei spirale desfășurate în sens invers acelor de ceasornic. Prezintă apucătoare. | Muzeul Dunării de Jos, Călărași         | Cimec    |
|      | Capac                     | Datare: Mil. V a.Chr. Descoperit: jud. Călărași, com. Dichiseni, Coslogeni, Grădiștea Coslogeni Material: lut; prelucrat cu mâna; ars | Vas de formă falică, decorat cu incizii, încrustat cu alb, lustruit, culoare cenușie. | Muzeul Dunării de Jos, Călărași         | Cimec    |
|      | Statuetă                  | Datare: Mil. IV a.Chr. Descoperit: jud. Călărași, com. Belciugatele, Măriuța, La Movilă Material: lut; prelucrat cu mâna; incizii; pastă albă; ars | Statuetă antropomorfă, tipul cu brațele în cruce, capul stilizat, gura realizată din mici împunsături, nasul acvilin, urechile cu orificii pentru cercei, picioarele scurte și figurate printr-o incizie. | Muzeul Dunării de Jos, Călărași         | Cimec    |
|      | Cilindru                  | Datare: Mil. IV a.Chr. Descoperit: jud. Călărași, com. Belciugatele, Măriuța, La Movilă Material: lut; prelucrat cu mâna; ars | Cilindru de lut, decorat cu motive excizate, în spirală, găurit la capătul spart. Motive excizate în cruce la capătul activ. | Muzeul Dunării de Jos, Călărași         | Cimec    |
|      | Capac                     | Datare: Mil. IV - V a.Chr. Descoperit: jud. Călărași, com. Alexandru Odobescu, Gălățui, Movila Berzei Material: lut ars; pastă omogenă; prelucrat cu mâna | Capac de formă semisferică, decorat cu excizie. | Muzeul Dunării de Jos, Călărași         | Cimec    |
|      | Vas de provizii           | Datare: Mil. IV a.Chr. Descoperit: jud. Călărași, com. Grădiștea, Cunești, Măgura Cunești Material: lut ars; pastă omogenă; prelucrat cu mâna | Vas bitronconic, decorat cu două registre, pictate. Completat în proporție de circa 20%. | Muzeul Dunării de Jos, Călărași         | Cimec    |
|      | Vas                       | Datare: Mil. V a.Chr. Descoperit: jud. Călărași, com. Dorobanțu, Vărăști, Grădiștea Ulmilor-Boian Material: lut ars; pastă omogenă; prelucrat cu mâna | Vas de formă bitronconică, buza ușor evazată spre exterior, decorat cu mici alveole sub buză, umplute cu pastă albă. | Muzeul Dunării de Jos, Călărași         | Cimec    |